# Мераш, Умут
Дженгиз Умут Мераш (тур. Cengiz Umut Meraş; род. 20 декабря 1995 года в Стамбуле, Турция) — турецкий футболист, защитник клуба «Бешикташ» и сборной Турции.

## Клубная карьера
Мераш — воспитанник клуба «Болуспор», за который дебютировал и во взрослой команде. Затем выступал за «Бурсаспор».
В августе 2019 года перешёл во французский «Гавр», подписав 4-летний контракт.
В августе 2021 года вернулся в Турцию, подписав контракт с «Бешикташем».

## Международная карьера
30 мая 2019 года дебютировал за национальную сборную Турции в товарищеском матче против Греции. Был включён в состав на чемпионат Европы 2020.

## Достижения
Клубные
 «Бешикташ»
- Обладатель Суперкубка Турции — 2021